# Вореган (Коннектикут)
Вореган (англ. Wauregan) — переписна місцевість (CDP) в США, в окрузі Віндем штату Коннектикут. Населення — 1539 осіб (2020).

## Географія
Вореган розташований за координатами 41°45′19″ пн. ш. 71°54′29″ зх. д. / 41.75528° пн. ш. 71.90806° зх. д. (41.755400, -71.907990).  За даними Бюро перепису населення США в 2010 році переписна місцевість мала площу 2,44 км², з яких 2,34 км² — суходіл та 0,10 км² — водойми.

## Демографія
Згідно з переписом 2010 року, у переписній місцевості мешкало 1205 осіб у 403 домогосподарствах у складі 322 родин. Густота населення становила 494 особи/км².  Було 445 помешкань (182/км²).
Расовий склад населення:
| - 92,4 % — білих - 1,3 % — чорних або афроамериканців - 1,0 % — азіатів - 0,4 % — вихідців з тихоокеанських островів - 0,2 % — корінних американців |

До двох чи більше рас належало 3,9 %. Частка іспаномовних становила 6,3 % від усіх жителів.
За віковим діапазоном населення розподілялося таким чином: 29,7 % — особи молодші 18 років, 64,9 % — особи у віці 18—64 років, 5,4 % — особи у віці 65 років та старші. Медіана віку мешканця становила 30,7 року. На 100 осіб жіночої статі у переписній місцевості припадало 95,6 чоловіків;  на 100 жінок у віці від 18 років та старших — 86,6 чоловіків також старших 18 років.
За межею бідності перебувало 18,1 % осіб, у тому числі 21,3 % дітей у віці до 18 років та 0,0 % осіб у віці 65 років та старших.
Цивільне працевлаштоване населення становило 561 особа. Основні галузі зайнятості: роздрібна торгівля — 30,5 %, освіта, охорона здоров'я та соціальна допомога — 24,6 %, виробництво — 12,8 %, мистецтво, розваги та відпочинок — 8,6 %.